# Ocnogyna sardoa
Ocnogyna sardoa är en fjärilsart som beskrevs av Otto Staudinger 1870. Ocnogyna sardoa ingår i släktet Ocnogyna och familjen björnspinnare. Inga underarter finns listade i Catalogue of Life.